# Paskosaari (ö i Kuhmois, Pitkäjärvi)
Paskosaari är en ö i Finland. Den ligger i sjön Pitkäjärvi och i kommunen Kuhmois i landskapet Mellersta Finland, i den södra delen av landet, 170 km norr om huvudstaden Helsingfors. Öns area är 0,2 hektar och dess största längd är 60 meter i sydöst-nordvästlig riktning.